# Ribamontán al Mar
Ribamontán al Mar là một đô thị trong tỉnh và cộng đồng tự trị Cantabria, Tây Ban Nha. Đô thị này có diện tích là 36,94 ki-lô-mét vuông, dân số năm 2009 là 4408 người với mật độ 119,33 người/km². Đô thị này có cự ly km so với tỉnh lỵ Santander.